# Not for Beginners
Not for Beginners är Ronnie Woods sjätte studioalbum, utgivet 2001.

## Låtlista
1. "Wayside" – 2:36
2. "Rock 'n Roll Star" (Chris Hillman/Roger McGuinn) – 3:24
3. "Whadd'ya Think" – 2:58
4. "This Little Heart" – 3:39
5. "Leaving Here" (Eddie Holland/Lamont Dozier/Brian Holland) – 3:16
6. "Hypershine" – 3:36
7. "R. U. Behaving Yourself?" – 3:23
8. "Be Beautiful" – 3:16
9. "Wake up You Beauty" – 3:19
10. "Interfere" – 4:39
11. "Real Hard Rocker" – 3:07
12. "Heart, Soul and Body" – 3:23
13. "King of Kings" (Bob Dylan) – 3:36

- Om inte annat anges är alla låtar skrivna av Ronnie Wood.

## Medverkande
Musiker
- Ronnie Wood – sång, gitarr
- Mark Wells – gitarr, basgitarr, trummor, sång
- Kelly Jones – sång
- Leah Wood – sång
- Bob Dylan – gitarr (på "Interfere" och "King of Kings")
- Scotty Moore – gitarr (på "Interfere")
- Jesse Wood – gitarr
- Willie Weeks – basgitarr
- D.J. Fontana – trummor (på "Interfere")
- Andy Newmark – trummor
- Martin Wright – trummor, percussion, sång
- Ian McLagan – piano (på "Interfere")
- Ian Jenning – kontrabas (på "Interfere")

Produktion
- Ronnie Wood – musikproducent
- Mark Wells – musikproducent, ljudtekniker
- Martin Wright – musikproducent
- Eoghan McCarron – ljudtekniker
- Steve Bush – ljudmix
- Bob Ludwig – mastering